# Gudila
Gudila (em grego: Γοδιλᾶς) foi um general bizantino, ativo sob os imperadores Justino I (r. 518–527) e Justiniano (r. 527–565).

## Etimologia
Gudila tem origem germânica, possivelmente ostrogótica. Foi registrado como Godilas (Γοδιλᾶς), Godila, Gudilas (Γουδίλaς), Gudila, Gubila, Gudília, Gudela, Gondília, Gudula, Gadila e Gotila (Gothila).

## Biografia

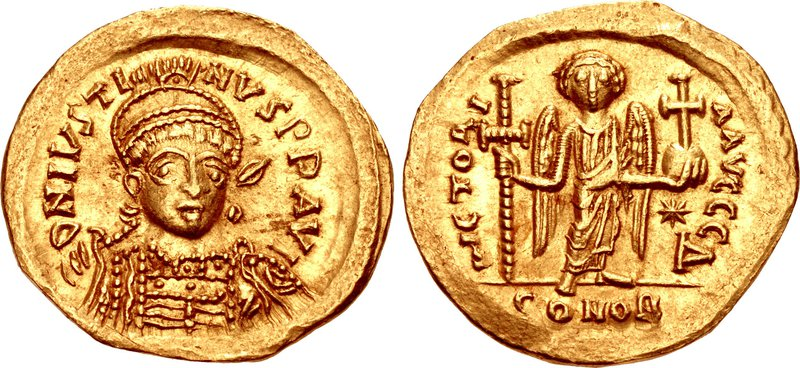
Soldo de r.

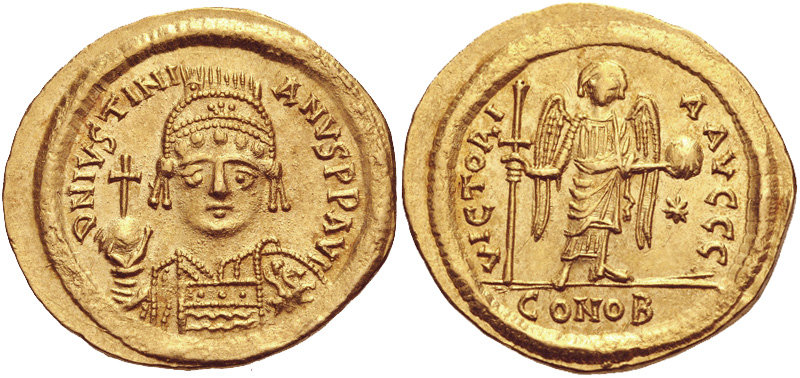
Soldo de Justiniano r.

Gudila foi citado pela primeira vez em 518 como um dos oficiais envolvidos na proclamação de Justino I como imperador. A cerimônia é registrada no Sobre as Cerimônias compilado por Constantino VII (r. 913–959) no século X, que deu seu posto como campiductor / campidoctor ("instrutor de perfuração") do regimento de lanciários (lanciarii; em grego: καμπιδούκτωρ τῶν λαγκιαρίων). Em 528, com Baduário, liderou expedição militar a Odesso (moderna Varna) contra os hunos da Crimeia. Sob o líder deles, Mugel, os hunos supostamente capturaram territórios bizantinos nas costas do mar Negro. Mais tarde naquele ano, Gudila juntou suas forças com aquelas sob Ascum e Constancíolo para enfrentar a invasão em curso dos hunos / búlgaros na Trácia.
O exército conseguiu derrotar um grupo de invasores, mas foi emboscado e desbaratado por um segundo grupo. Tanto Constancíolo como Ascum foram capturados, mas Gudila foi capaz de romper e fugir, como registrado por João Malalas e Teófanes, o Confessor. Seu posto militar no momento destas batalhas é incerto. Tanto Ascum como Constancíolo ocupavam o posto de mestre dos soldados. Como Gudila serviu junto deles, ao invés de atuar como subordinado, é provável que ocupou um posto equivalente, seja como mestre dos soldados da Trácia (magister militum per Thracias) ou como mestre dos soldados vacante (magister militum vacans).